# Manuel Radice
Manuel Radice – piłkarz paragwajski, bramkarz.
Wziął udział w turnieju Copa América 1921, gdzie Paragwaj zajął ostatnie, czwarte miejsce. Radice bronił tylko w meczu z Argentyną (stracił 3 bramki). W pozostałych meczach w paragwajskiej bramce stał Angel Portaluppi.